# スラブチッチ
- スラブーチッチ

スラブチッチ（ウクライナ語: Славутич,  発音）はウクライナ北部にある計画都市である。スラブーチッチとも表記される。
1986年にチョルノーブィリ（チェルノブイリ）で起きたチェルノブイリ原子力発電所の事故の後、事故による避難民のための都市として建設された。 スラブチッチは地理的にはチェルニーヒウ州のリプキー地区に囲まれているが、行政上はキーウ州のヴィーシュホロド地区に属する。2020年現在、この町の人口は 24,784人である。日本では「夢の街」と形容されることもある。

## 地理

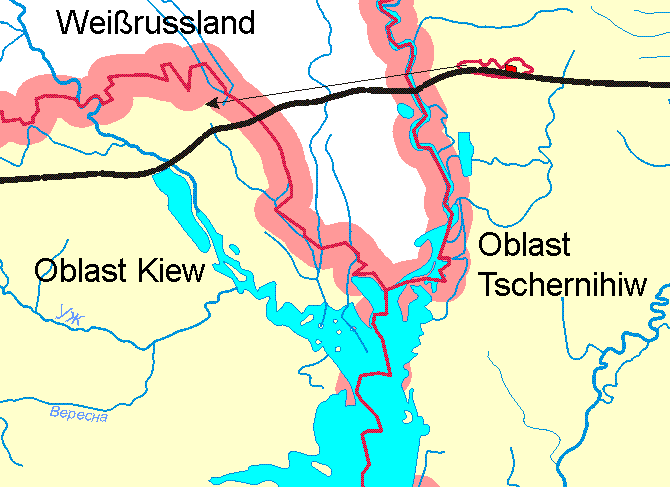
スラブチッチとチェルノブイリの間の交通機関による連絡

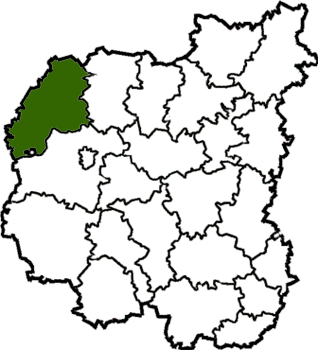
チェルニーヒウ州内でのリプキー・ラヨンの位置。南側の境界付近の塗られていないドットがスラブチッチである。

スラブチッチはドニエプル川の左岸に位置し、チェルニーヒウ州の州都であるチェルニーヒウから40km、プリピャチから45km、チョルノーブィリから50km（この2つはどちらも旧イヴァーンキウ地区にある）、ウクライナの首都キーウから200km離れている。この街は地理的にはチェルニーヒウ州のリプキー地区に位置しているが、行政的にはキーウ州に属する。建設当時はいずれの地区（ラヨン）にも属さない州特別市(en)であったが、2020年の行政改革で州特別市は廃止されヴィーシュホロド地区へ編入された。

## 歴史

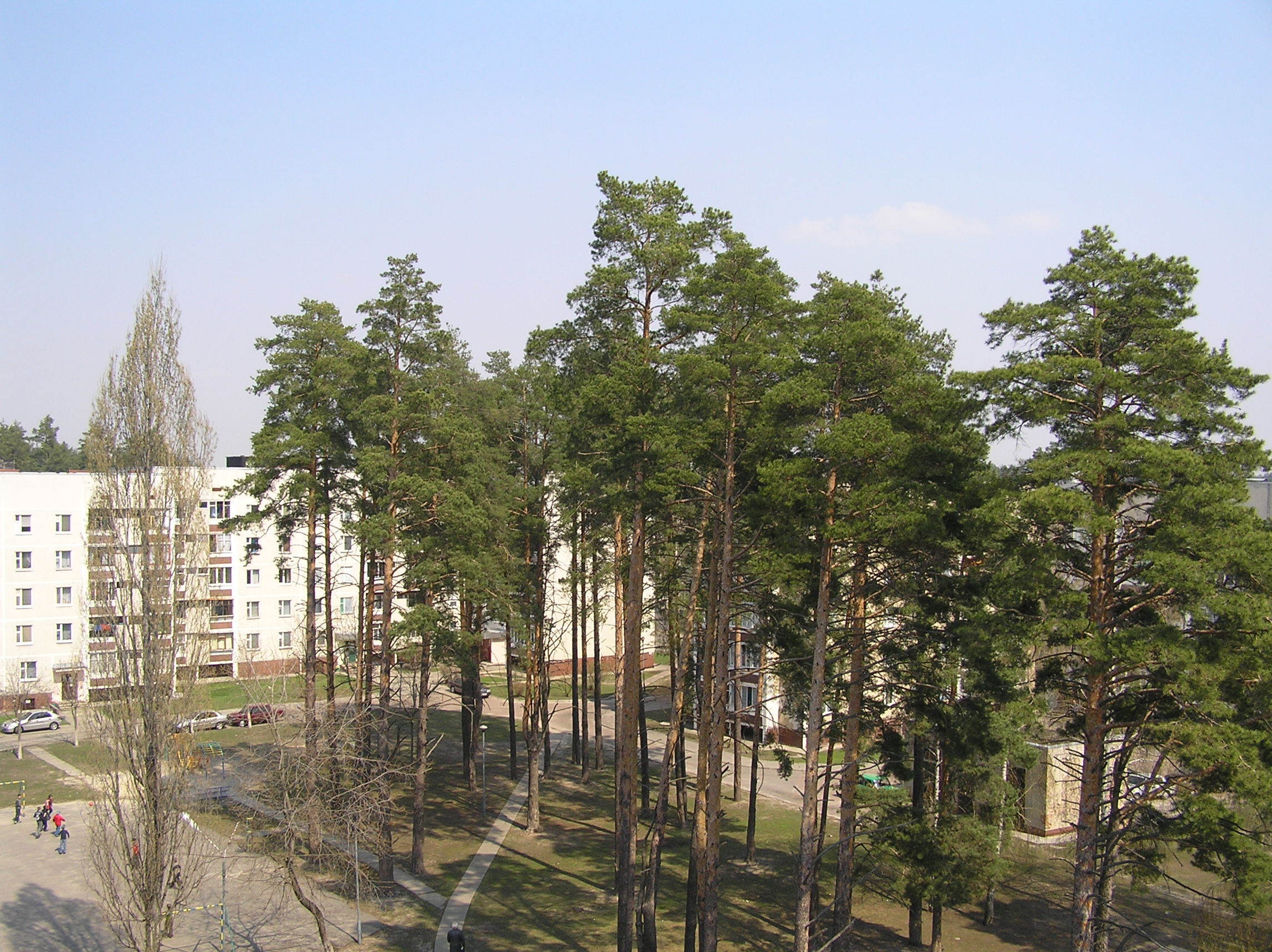
スラブチッチの居住区

この都市は、チェルノブイリ原子力発電所事故直後の1986年に、元々チェルノブイリ原子力発電所で働いていた人達と家族の居住地として作られた。彼らは、放棄されたプリピャチから避難した。スラブチッチの名前は近くを流れるドニエプル川の古東スラヴ語の呼び方から名付けられた。この街の経済的・社会的状況は、現在も発電所その他のチェルノブイリ立入禁止区域の施設に依存している。多くの住民が現在も立ち入り禁止区域のエネルギー産業で働いている。

## 全般
1986年10月10日発行の「プラウダ」でのインタビューで、チェルノブイリ発電所の新所長の Erik Pozdyshev が公式に新都市の建設を表明した。ただちに建設が開始され1988年10月に最初の居住者が入居した。この都市は、事故の36時間後に放射性降下物のために放棄されてゴーストタウンとなったプリピャチの代わりとなるよう計画された。スラブチッチには、事故の犠牲者、特に事故直後に放射線関連の病気で死亡した人たちのメモリアルが設けられている。
この街は立入禁止区域から移動しなければいけなかった事故の生存者の大部分の自宅であり、そのうち約8,000人は事故当時子供であった。そのため、放射線に関係する病気の患者数は多い。現在も、多くの住民が監視、保守、または科学的な目的のためにかつての発電所の現場で働いている。彼らは、定期的に区域へ通勤する。この街と発電所の間には直通の鉄道があり、この鉄道はベラルーシとの国境を2回超える。

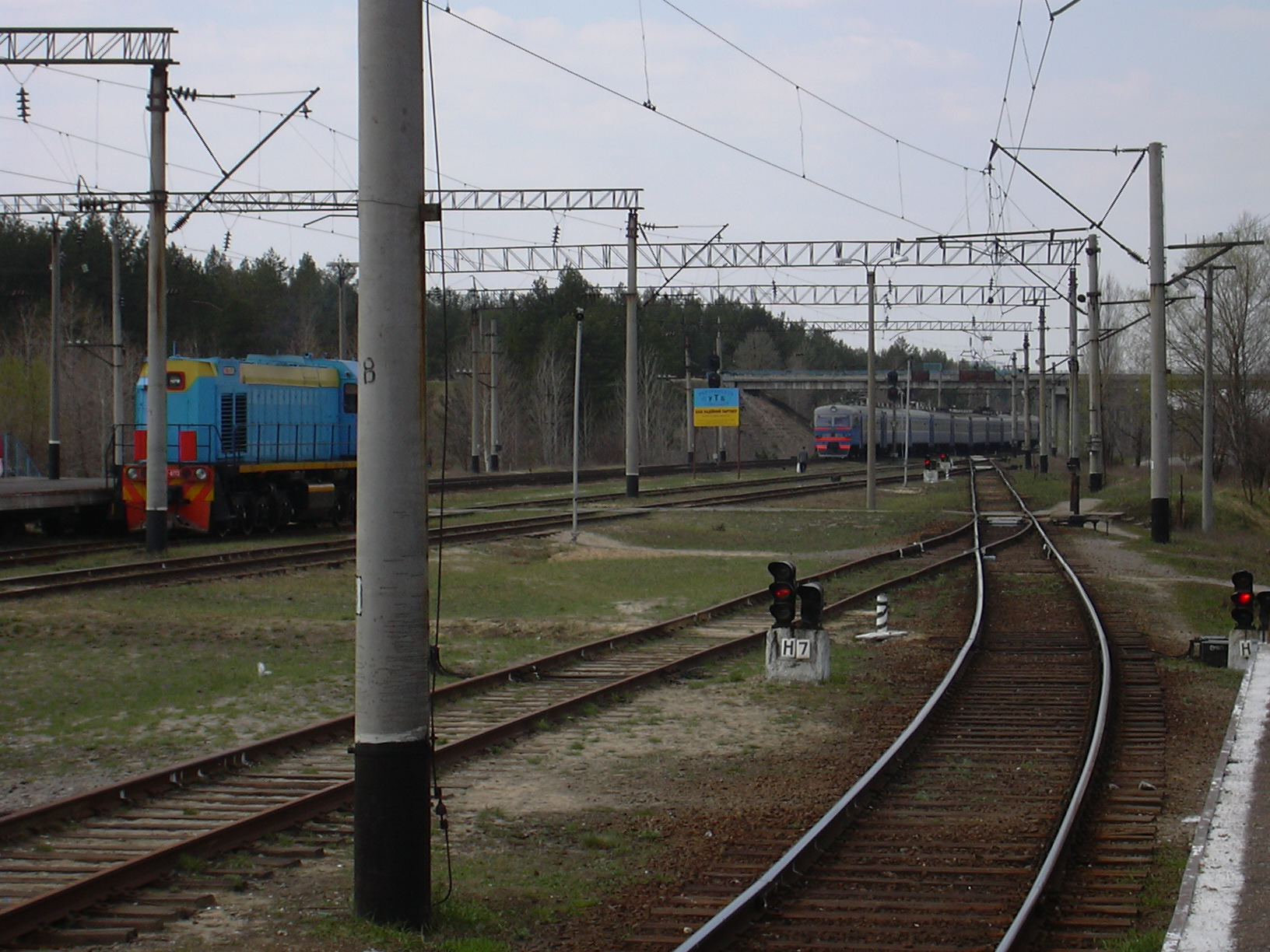
スラビチッチ駅からチェルノブイリ立入禁止区域へ通じる線路を見る

スラブチッチは以前発電所があった場所から東に50 km離れている。地域の選択に当たっては、放射線被曝による疾病の危険を確実に減少させるため、チェルノブイリ地域からできるだけ離れる必要があった。この場所が選ばれた他の要因として、近くに既存の鉄道が存在したことと、近くのドニエプル川から水が供給できたことがある。この都市を作るために、2 mの厚さの汚染されていない土によって地面が覆われた。
当初より、スラブチッチは「21世紀の都市」になるように計画された。ウクライナの他の都市に比べてスラブチッチには快適な環境と近代的な建築物があり、この街の生活水準は他の大部分のウクライナの都市よりもはるかに高い。この街の建設にあたって、建築家や建設労働者は当時ソビエト連邦構成共和国であったアルメニア、アゼルバイジャン、エストニア、グルジア、ラトビア、リトアニア、ロシア、ウクライナの8つの国から集められた。その結果、街はそれぞれの国の首都名を持つ8つの地区に分かれており、それぞれの地区の様式や環境は独特のものになっている。この他に市には青少年センター、近代的なコミュニティセンター、市庁舎、インターネットカフェ、数多くのスポーツ施設、近代的な診療所、ホテルがある。住宅の約80%は共同住宅であり、残りの20%は家族向けの小住宅である。 この街の出生率は特徴的に高く、死亡率は驚くほど低い。その結果、スラブチッチの平均年齢はウクライナの都市で一番低い。住民の3分の1以上が18歳以下である。

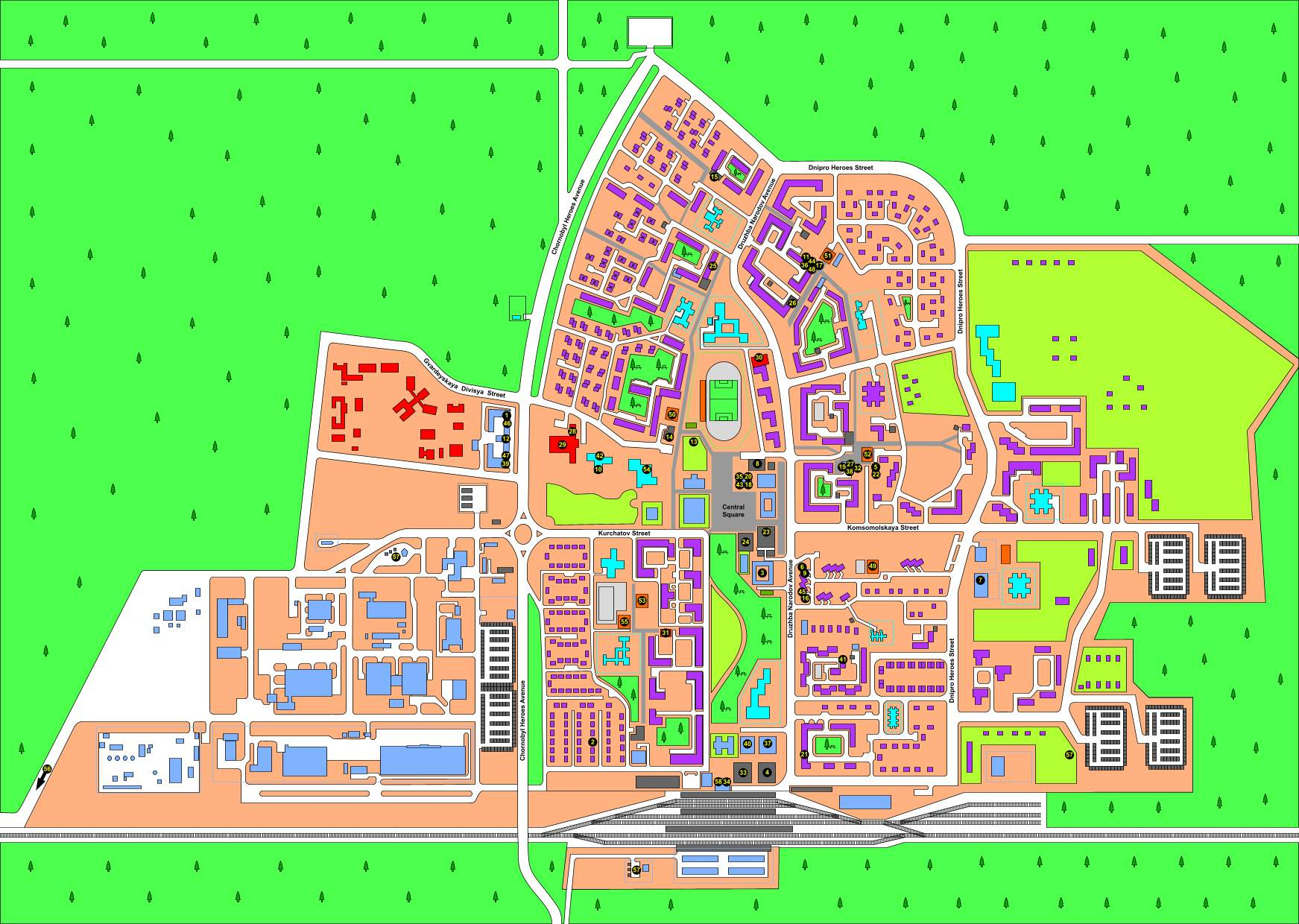
市街図

この都市のインフラと公共施設の経費は、主にかつてチェルノブイリ原子力発電所を運営していた会社によって支払われている。2001年に残存の原子炉が閉鎖されたので、市が重大な社会問題と不確実な将来に直面することが予測される。2001年までに、約9,000人の人々が発電所で働いていた。発電所の閉鎖以降、労働者の数は3,000人に減少し、その大部分が監視やメンテナンスの要員である。市の予算の85%が発電所の運営者によって賄われていた。和解と新会社の設立をサポートするために、スラブチッチは経済特区に宣言された。また、職業再訓練プログラムが職を失った人たちの職業の見通しを改善するために政府によって提供されている。しかし、これらの努力にもかかわらず、すでに約1500人が街を退去しており、この傾向は今後も継続すると予測されている。
2022年2月24日、ロシアはウクライナへ侵攻する過程でチェルノブイリ原子力発電所を占拠、スラブチッチはロシア連邦軍に包囲された（スラブチッチの戦い）。同年3月9日、ロシア軍が一帯の電力網を破壊し、市内は停電した。